# Canton de Vidauban
Le canton de Vidauban est une circonscription électorale française située dans le département du Var et la région Provence-Alpes-Côte d'Azur.

## Histoire
Un nouveau découpage territorial du Var entre en vigueur à l'occasion des premières élections départementales suivant le décret du 27 février 2014. Les conseillers départementaux sont, à compter de ces élections, élus au scrutin majoritaire binominal mixte. Les électeurs de chaque canton élisent au Conseil départemental, nouvelle appellation du Conseil général, deux membres de sexe différent, qui se présentent en binôme de candidats. Les conseillers départementaux sont élus pour 6 ans au scrutin binominal majoritaire à deux tours, l'accès au second tour nécessitant 12,5 % des inscrits au 1er tour. En outre la totalité des conseillers départementaux est renouvelée. Ce nouveau mode de scrutin nécessite un redécoupage des cantons dont le nombre est divisé par deux avec arrondi à l'unité impaire supérieure si ce nombre n'est pas entier impair, assorti de conditions de seuils minimaux. Dans le Var, le nombre de cantons passe ainsi de 43 à 23.
Le canton de Vidauban est formé de communes des anciens cantons de Lorgues (3 communes), du Muy (1 commune) et du Luc (1 commune). Il est entièrement inclus dans l'arrondissement de Draguignan. Le bureau centralisateur est situé à Vidauban.

## Représentation
| Période élective | Période élective | Mandat | Mandat   | Identité           | Nuance | Nuance | Qualité                                                                                            |
| ---------------- | ---------------- | ------ | -------- | ------------------ | ------ | ------ | -------------------------------------------------------------------------------------------------- |
| 2015             | 2021             | 2015   | 2021     | Françoise Legraien |        | LR     | Responsable de secteur Adjointe au maire du Muy                                                    |
| 2015             | 2021             | 2015   | 2021     | Claude Pianetti    |        | LR     | Chef d'entreprise Maire de Vidauban (1995-) Ancien conseiller général du Canton du Luc (2011-2015) |
| 2021             | 2028             | 2021   | en cours | Françoise Legraien |        | LR     | Conseillère sortante                                                                               |
| 2021             | 2028             | 2021   | en cours | Claude Pianetti    |        | LR     | Conseiller sortant                                                                                 |

### Résultats détaillés

#### Élections de mars 2015
À l'issue du 1er tour des élections départementales de 2015, deux binômes sont en ballottage : Jean-Bernard Formé et Margaret Leduc (FN, 41,24 %) et Françoise Legraien et Claude Pianetti (Union de la Droite, 38,87 %). Le taux de participation est de 52,7 % (14 342 votants sur 27 214 inscrits) contre 49,77 % au niveau départemental et 50,17 % au niveau national.
Au second tour, Françoise Legraien et Claude Pianetti (Union de la Droite) sont élus avec 56,02 % des suffrages exprimés et un taux de participation de 56,46 % (8 027 voix pour 15 365 votants et 27 215 inscrits).

#### Élections de juin 2021
Le premier tour des élections départementales de 2021 est marqué par un très faible taux de participation (33,26 % au niveau national). Dans le canton de Vidauban, ce taux de participation est de 34,53 % (10 036 votants sur 29 063 inscrits) contre 33,03 % au niveau départemental. À l'issue de ce premier tour, deux binômes sont en ballottage : Françoise Legraien et Claude Pianetti (LR, 37,71 %) et Coline Houssays et Marc-Antoine Ponelle (RN, 33,6 %).
Le second tour des élections est marqué une nouvelle fois par une abstention massive équivalente au premier tour. Les taux de participation sont de 34,36 % au niveau national, 36,4 % dans le département et 36,67 % dans le canton de Vidauban. Françoise Legraien et Claude Pianetti (LR) sont élus avec 60,46 % des suffrages exprimés (6 136 voix pour 10 660 votants et 29 071 inscrits),,.

## Composition
Le canton de Vidauban comprend cinq communes entières.
| Nom                              | Code Insee | Intercommunalité                          | Superficie (km2) | Population (dernière pop. légale) | Densité (hab./km2) | Modifier                                    |
| -------------------------------- | ---------- | ----------------------------------------- | ---------------- | --------------------------------- | ------------------ | ------------------------------------------- |
| Vidauban (bureau centralisateur) | 83148      | CA Dracénie Provence Verdon agglomération | 73,93            | 12 712 (2022)                     | 172                | modifier les données · modifier les données |
| Les Arcs                         | 83004      | CA Dracénie Provence Verdon agglomération | 54,26            | 7 844 (2022)                      | 145                | modifier les données · modifier les données |
| Lorgues                          | 83072      | CA Dracénie Provence Verdon agglomération | 64,37            | 9 803 (2022)                      | 152                | modifier les données · modifier les données |
| Le Muy                           | 83086      | CA Dracénie Provence Verdon agglomération | 66,58            | 9 882 (2022)                      | 148                | modifier les données · modifier les données |
| Taradeau                         | 83134      | CA Dracénie Provence Verdon agglomération | 17,31            | 1 899 (2022)                      | 110                | modifier les données · modifier les données |
| Canton de Vidauban               | 8323       |                                           | 276,45           | 42 140 (2022)                     | 152                | modifier les données                        |

## Démographie
En 2022, le canton comptait 42 140 habitants, en évolution de +8,97 % par rapport à 2016 (Var : +4,98 %, France hors Mayotte : +2,11 %).
| 2013   | 2018   | 2022   |
| ------ | ------ | ------ |
| 38 394 | 39 293 | 42 140 |